# Hayato Okanaka
Hayato Okanaka (岡中 勇人, Okanaka Hayato) est un footballeur japonais né le 26 septembre 1968.